# Patrick Béon
Patrick Béon (Gosné, 5 februari 1950) is een Frans voormalig wielrenner.

## Carrière
Béon nam deel aan drie grote rondes waarvan hij er twee uitreed. Hij won voornamelijk enkele kleinere wedstrijden en Parijs-Roubaix voor jongeren. Zijn belangrijkste overwinningen zijn Ronde van Loir-et-Cher, Ster van Bessèges en Internationaal Wegcriterium.

## Overwinningen
1971
- 4e etappe Grand Prix Willem Tell

1972
- Parijs-Mantes

1973
- Eindklassement Ronde van Loir-et-Cher
- Parijs-Roubaix voor jongeren
- 4e etappe Grand Prix Willem Tell

1975
- Circuit des genêts verts
- Eindklassement Ster van Bessèges
- Maël-Pestivien

1976
- Ronde des Korrigans
- Nice
- Internationaal Wegcriterium
- Le Quillio

1977
- Ploërdut

1979
- 2e etappe Ster van Bessèges

## Resultaten in de voornaamste wedstrijden
| Jaar | Ronde van Italië | Ronde van Frankrijk | Ronde van Spanje |
| ---- | ---------------- | ------------------- | ---------------- |
| 1973 |                  |                     |                  |
| 1974 |                  |                     |                  |
| 1975 |                  | 78e                 |                  |
| 1976 |                  | 61e                 |                  |
| 1977 |                  | opgave              |                  |
| 1978 |                  |                     |                  |
| 1979 |                  |                     |                  |

| Jaar | Milaan-San Remo | Parijs-Roubaix | Amstel Gold Race | Luik-Bast.‑Luik |
| ---- | --------------- | -------------- | ---------------- | --------------- |
| 1973 |                 |                |                  |                 |
| 1974 |                 |                |                  |                 |
| 1975 |                 |                |                  |                 |
| 1976 |                 | 28e            | 4e               |                 |
| 1977 | 43e             |                |                  | 14e             |
| 1978 |                 |                |                  |                 |
| 1979 |                 |                | 10e              |                 |

Wielerploegen van Patrick Béon
Aigueparses ·
Béon ·
Bouloux ·
Bourreau ·
Bracke ·
Danguillaume ·
De Boever ·
Delisle ·
Esclassan ·
Guitard ·
Leman ·
Maingon ·
Martelozzo ·
Meunier ·
Mollet ·
Ovion ·
Parenteau ·
Raymond ·
Rouxel ·
Sibille · 
Thévenet ·
Tschan
Aigueparses ·
Béon ·
Bouloux ·
Bourreau ·
J-L. Danguillaume ·
J-P. Danguillaume ·
Delisle ·
Dolhats ·
Esclassan ·
Guitard ·
Maingon ·
Meunier ·
Ovion ·
Parenteau ·
Riotte ·
Rouxel ·
Sibille · 
Thévenet ·
Tschan
Aigueparses ·
Béon ·
Bourreau ·
Catieau ·
J-L. Danguillaume ·
J-P. Danguillaume ·
Dard ·
Delisle ·
Dolhats ·
Esclassan ·
Guitard ·
Le Denmat ·
A. Meunier ·
J-C. Meunier ·
Molinéris ·
Ovion ·
Parenteau ·
Rouxel ·
Sibille · 
Thévenet ·
Tschan ·
Vandenbroucke
Béon ·
Bourreau ·
Campaner ·
Catieau ·
Croyet ·
J-L. Danguillaume ·
J-P. Danguillaume ·
Dard ·
Delisle ·
Esclassan ·
Guitard ·
A. Meunier ·
J-C. Meunier ·
Molinéris ·
Ovion ·
Parenteau ·
Rouxel ·
Sibille · 
Thévenet ·
Tschan ·
Vandenbroucke
Béon ·
Bourreau ·
Braun ·
Campaner ·
J-L. Danguillaume ·
J-P. Danguillaume ·
Dard ·
Delépine ·
Duclos-Lassalle ·
Esclassan ·
Groen ·
Hézard ·
Küster ·
Laurent ·
Linard ·
Ovion ·
Sibille · 
Simonnot ·
Talbourdet ·
Thévenet ·
Toso ·
Tschan ·
Vandenbroucke
Béon ·
Bourreau ·
Braun ·
Campaner ·
J-L. Danguillaume ·
J-P. Danguillaume ·
Delépine ·
Duclos-Lassalle ·
Esclassan ·
Hézard ·
Laurent ·
Linard ·
Ovion ·
Rosiers ·
Sibille · 
Thévenet ·
Vandenbroucke